# Éocène
Le navire britannique HMS "Eocene" qui, en septembre 1939, a convoyé de Constanța à Alexandrie le gouvernement polonais et l'or de la banque nationale de Pologne.
Stratigraphie
Paléocène Oligocène
Paléogéographie et climat
L’Éocène est la deuxième époque du Paléogène et aussi la deuxième de l’ère Cénozoïque. Il suit le Paléocène et précède l’Oligocène. Il s’étend d'il y a 56,0 à 33,9 millions d’années. Le début de l’Éocène est marqué par l’émergence des premiers mammifères modernes, sa fin par une extinction massive, dite « Grande Coupure », peut-être liée aux impacts météoritiques de Popigaï en Sibérie et de Chesapeake, en Amérique du Nord.
Son nom provient du grec « ἠώς » (eos, aube) et « καινός » (kainos, nouveau) qui est une référence aux nouvelles espèces de mammifères apparaissant durant cette époque.
Comme pour toutes les époques géologiques anciennes, les couches stratigraphiques de référence sont connues avec précision mais leurs datations exactes sont sujettes à variations. Les premiers travaux pour établir cette période paléontologique ont été effectués au XIXe siècle, en Angleterre par Barbara Yelverton.

## Subdivisions
Cette période est souvent divisée en Éocène supérieur, moyen et inférieur. Les divisions données pour le Bassin de Paris sont tirées, entre autres, de Pomerol et Feugueur.

### Supérieur
Priabonien (37,0 à 33,7 Ma) ou (37,2 ± 0,1 à 33,9 ± 0,1 Ma). Dans le Bassin de Paris, celui-ci est constitué du Ludien (stratotype à Ludes) avec le gypse, les « Marnes à Pholadomya » et le « Calcaire de Champigny ».

### Moyen
- Bartonien (41,3 à 37,0 Ma[3]) ou (40,4 ± 0,2 à 37,2 ± 0,1 Ma). Il est divisé, dans le Bassin de Paris en deux sous-étages :
  - le Marinésien au sommet (stratotype à Marines) avec les sables de Marines, les calcaires de Saint-Ouen, les calcaires de Ducy, les sables de Mortefontaine, les sables d'Argenteuil, les sables de Monceau les sables de Cresnes… ;
  - l'Auversien à la base, avec des paléosols plus ou moins grésifiés, les sables de Fleurines, les sables d'Ermenonville, les sables de Beauchamp, les sables d'Auvers (stratotype à Auvers-sur-Oise), les sables du Guépelle, calcaire de Jaignes, le calcaire de Nogent-l'Artaud, les argiles de Villeneuve-sur-Verberie et les sables de Mont-Saint-Martin…
- Lutétien (49,0 à 41,3 Ma[3]) ou (48,6 ± 0,2 à 40,4 ± 0,2 Ma). Dans le Bassin de Paris stratotypique, il est divisé en trois sous-étages :
  - le Lutétien supérieur avec les caillasses calcaires et les sables marins calcaires de la biozone à Discorinopsis kerfornei ;
  - le Lutétien moyen, calcaire, fin, à Milioles, Orbitolites complanatus et Nummulites laevigatus[4] ;
  - le Lutétien inférieur, silico-calcaire, grossier, à Nummulites laevigatus.

### Inférieur
- Yprésien (54,8 à 49,0 Ma[3]) ou (55,8 ± 0,2 à 48,6 ± 0,2 Ma).

Celui-ci est divisé, dans le Bassin de Paris en deux sous-étages :
- le Cuisien (stratotype à Cuise-la-Motte) marin avec les Sables de Cuise, les Sables de Pierrefonds et les Sables d'Aizy ;
- le Sparnacien (stratotype à Épernay) laguno-marin avec les Argiles à lignite du Soissonnais et les Sables de Pourcy.

En Amérique du Sud, l'âge des mammifères terrestres d'Amérique du Sud (SALMA) :
- Le Riochiquien (en)
- L'itaboraien (Bassin d'Itaboraí, de Bogotá, de Chota, de Cerrejón, de Koluel Kaike, de Maíz Gordo, de Muñani, de Mogollón et Las Flores dans le bassin austral.
- Le Casamayorien (en).

## Climat
Au début de l’Éocène se produit un réchauffement global, l’un des plus extrêmes identifiés de nos jours. Cet événement se produit assez rapidement et dure moins de 100 000 ans. La température moyenne augmente d’au moins 7 °C dans les latitudes hautes, voire jusqu’à 15 °C pour la température de surface des océans dans les latitudes basses de l’hémisphère sud. Des modèles expliquent la température élevée par un transport de chaleur via les courants océaniques entre les latitudes hautes et basses. Le gradient de température entre ces latitudes est bien moindre qu’aujourd’hui. Le climat reste globalement chaud durant toute cette période bien que se refroidissant lentement. Deux causes principales sont évoquées pour expliquer le climat chaud : l’augmentation du niveau de gaz à effet de serre, tel que le méthane et une circulation des courants océaniques différente de celle des périodes précédentes. La fin de l’Éocène est marquée par un refroidissement rapide.

## Paléogéographie

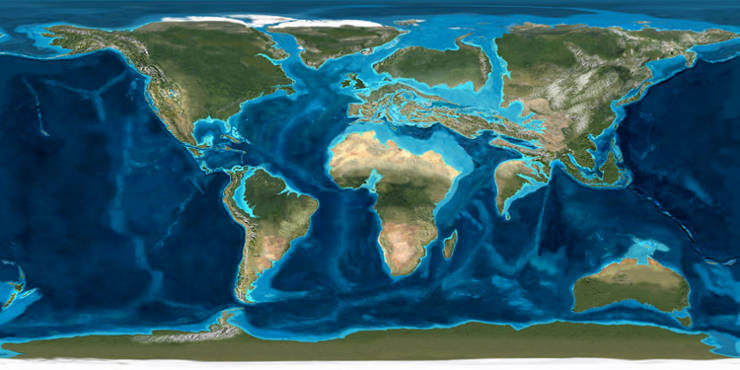
Géographie reconstituée de la Terre au début de l'Éocène. Les grandes masses continentales sont reliées par des ponts terrestres permettant de nombreuses migrations animales et végétales lors des abaissements eustatiques consécutifs aux grandes glaciations : l'Europe est un archipel relié à l'Amérique du Nord par le, l'Asie est reliée à l'Amérique du Nord par la Béringie.

Les continents ont continué leur dérive : Andes et Montagnes Rocheuses continuent leur surrection.
Au début de cette période, l’Amérique du Sud à l'ouest, l’Antarctique au sud et l’Australie à l'est sont encore connectées, et présentent des flores et faunes similaires (marsupiaux, araucariacées…). Le courant océanique circum-antarctique n’est pas encore en place et le climat de cette masse continentale est tempéré chaud. Quand ces trois continents se séparent, il y a environ 44 millions d’années, le courant circum-antarctique se met en place, les courants équatoriaux chauds sont défléchis et le transport de chaleur entre l’équateur et le pôle Sud diminue : isolé, l’Antarctique se refroidit et commence à se couvrir de glaces. D’autres causes sont avancées pour expliquer ce refroidissement, par exemple la diminution de gaz à effet de serre dans l’atmosphère.
En Europe, la mer Téthys finit de se fragmenter, tandis que la montée de l’Atlas, des Alpes, des Apennins, des Carpates, des Balkans, du Pinde, du Taurus, du Pont et du Caucase isole ses derniers bassins sous la forme des mers Méditerranée, Adriatique et Noire. Une mer peu profonde couvre l’Europe du Nord. Bien que l’Atlantique Nord continue de s’ouvrir, une connexion entre l’Europe et l’Amérique du Nord subsiste encore entre la Scandinavie et le futur Groenland, leur biodiversité restant très similaire.
L’Inde continue à s’éloigner de l’Afrique et son contact avec l’Asie provoque la surrection de l’Himalaya.
La limite Éocène-Oligocène, il y a environ 34 Ma, est marquée sur les terres émergées par un remaniement faunique très important, qui lui a valu, d’abord pour les terrains d'Europe, le nom de « Grande Coupure ». Aujourd’hui, on constate qu’il s'agit, pour les faunes mammaliennes en particulier, d’un bouleversement global.

## Vie

### Flore
Au début de l’Éocène, les températures élevées et les océans chauds génèrent un environnement humide et doux, avec des forêts s’étendant d’un pôle à l’autre, hormis dans quelques déserts arides, les forêts sont dominantes sur les terres.
Les forêts arctiques sont étendues. Des fossiles et des restes préservés d’arbres tels que des Metasequoia et des Glyptostrobus sont communs sur l’île d'Ellesmere, situés seulement quelques degrés plus au sud qu’actuellement, dans l’arctique canadien ; ce ne sont pas des fossiles mais des restes préservés dans de l’eau pauvre en oxygène. On trouve aussi des fossiles subtropicaux, voire tropicaux, datant de l’Éocène au Groenland, en Alaska ; les forêts tropicales poussent en Europe ; des fossiles de palmiers sont découverts en Alaska et en Europe du Nord durant le début de l’Éocène ; ils deviennent moins abondants lorsque le climat se rafraîchit.
Le climat se refroidit à partir de l’Éocène moyen, le climat continental devient plus sec et les forêts s’éclaircissent nettement dans certaines régions. Les Poaceae sont confinées aux berges des rivières et des lacs et ne se sont pas encore étendues aux plaines et savanes. Le refroidissement conduit à l’expansion des arbres à feuilles caduques, plus résistants au changement de température, qui prennent la place des plantes sempervirentes. À la fin de l’Éocène, les forêts caducifoliées couvrent de vastes parties des continents. L’Antarctique vers la fin de cette période est nettement plus froid ; la flore tropicale a disparu et au début de l’Oligocène de vastes étendues de toundra y sont présentes.

### Faune terrestre

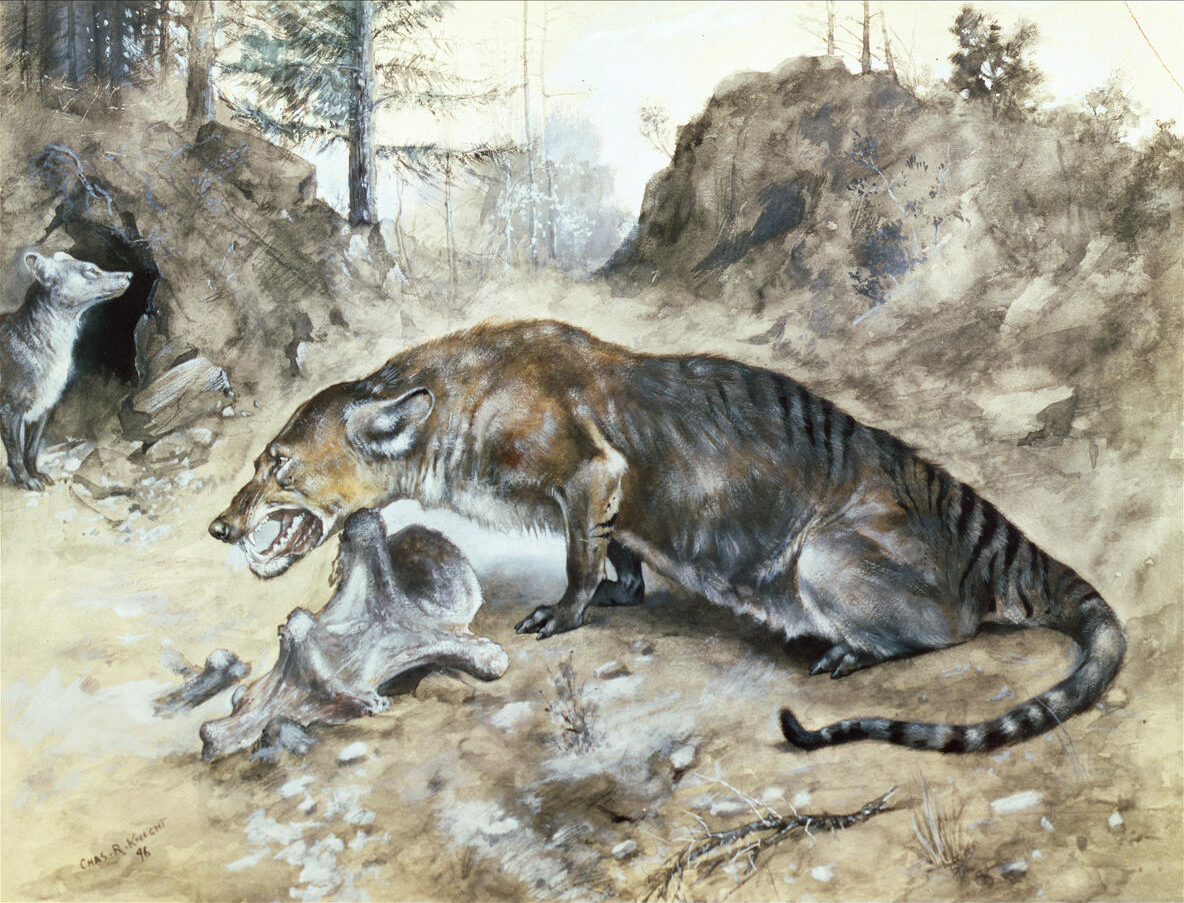
Mesonyx, un ongulé carnivore.

Les plus vieux fossiles de mammifères modernes apparaissent durant une brève période au début de l’Éocène. Dans le même temps, plusieurs nouveaux groupes de mammifères arrivent en Amérique du Nord, tels que les Artiodactyles, Périssodactyles et des Primates, avec des membres fins, des pieds, des mains capables d’attraper et des dents capables de mâcher.
Tous ces nouveaux ordres de mammifères sont petits, en dessous de 10 kg : en se basant sur la taille des dents, les mammifères de l’Éocène sont plus petits de 60 % que ceux du Paléocène et sont aussi plus petits que ceux qui les ont suivis pendant l’Oligocène. Ces différences de taille sont probablement reliées au climat chaud et au problème d'élimination de la chaleur pour les grands mammifères.
En raison de leur rayonnement entre l'Europe et l'Amérique du Nord, les deux groupes d’ongulés (Artiodactyles et Périssodactyles) sont devenus dominants à cette époque. D'autres formes de mammifères sont aussi apparues durant l’Éocène : chauve-souris, proboscidiens, rongeurs et primates.
Les formes plus anciennes de mammifères ont décliné en nombre et variété. On trouve des représentants de cette faune en Amérique du Nord, Europe, Patagonie, Égypte et Asie du Sud-Est. La faune marine est mieux représentée en Asie du Sud et au sud-est des États-Unis.
Pendant l’Éocène, les plantes et la faune marine ont évolué vers des formes plus actuelles. De nombreuses formes modernes d’oiseaux et de mammifères marins sont elles aussi apparues.

### Vie marine
Les océans de l’Éocène sont chauds, les poissons y abondent.
- Les premiers Carcharhiniformes apparaissent, tout comme les premiers mammifères marins, Basilosaurus, les premières baleines et des Sirenia.
- Certains dépôts de fossiles sont typiques de cet étage, tels le site fossilifère de Monte Bolca ou la Formation de la Green River aux États-Unis.

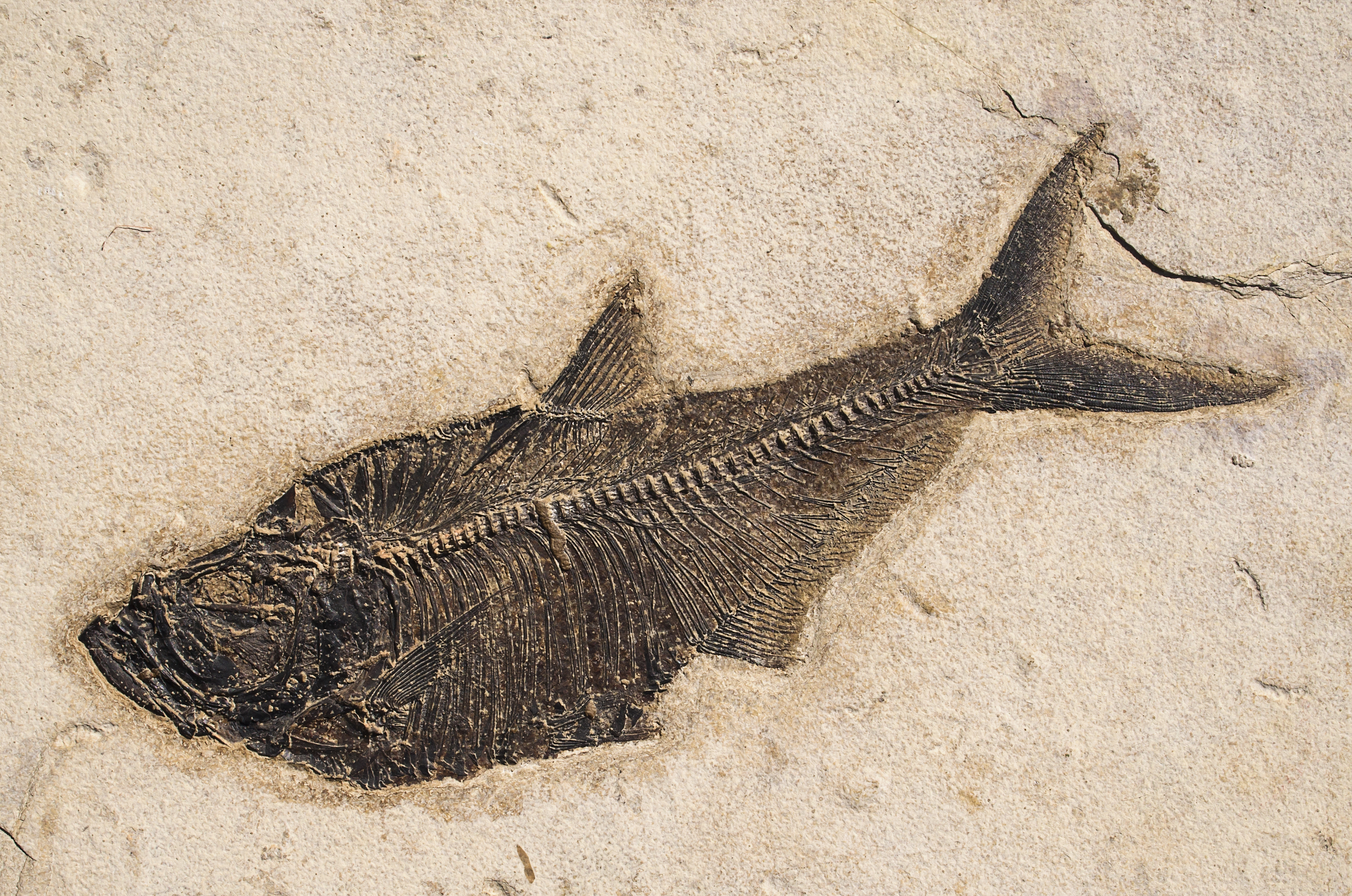
Dipolmystus de Green River Formation.
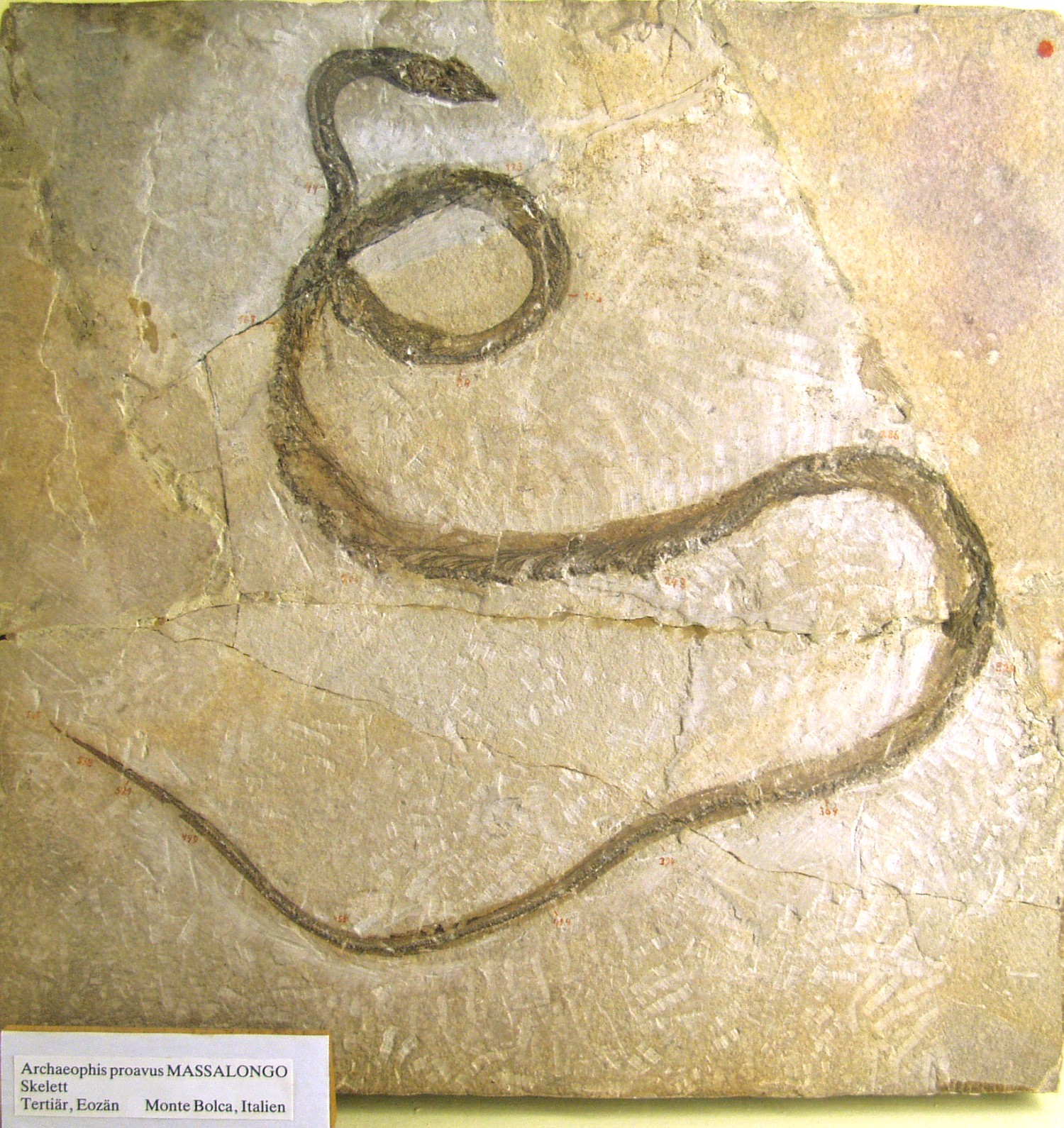
Archaeophis proavus, un serpent de la famille des Palaeophiidae du Monte Bolca.
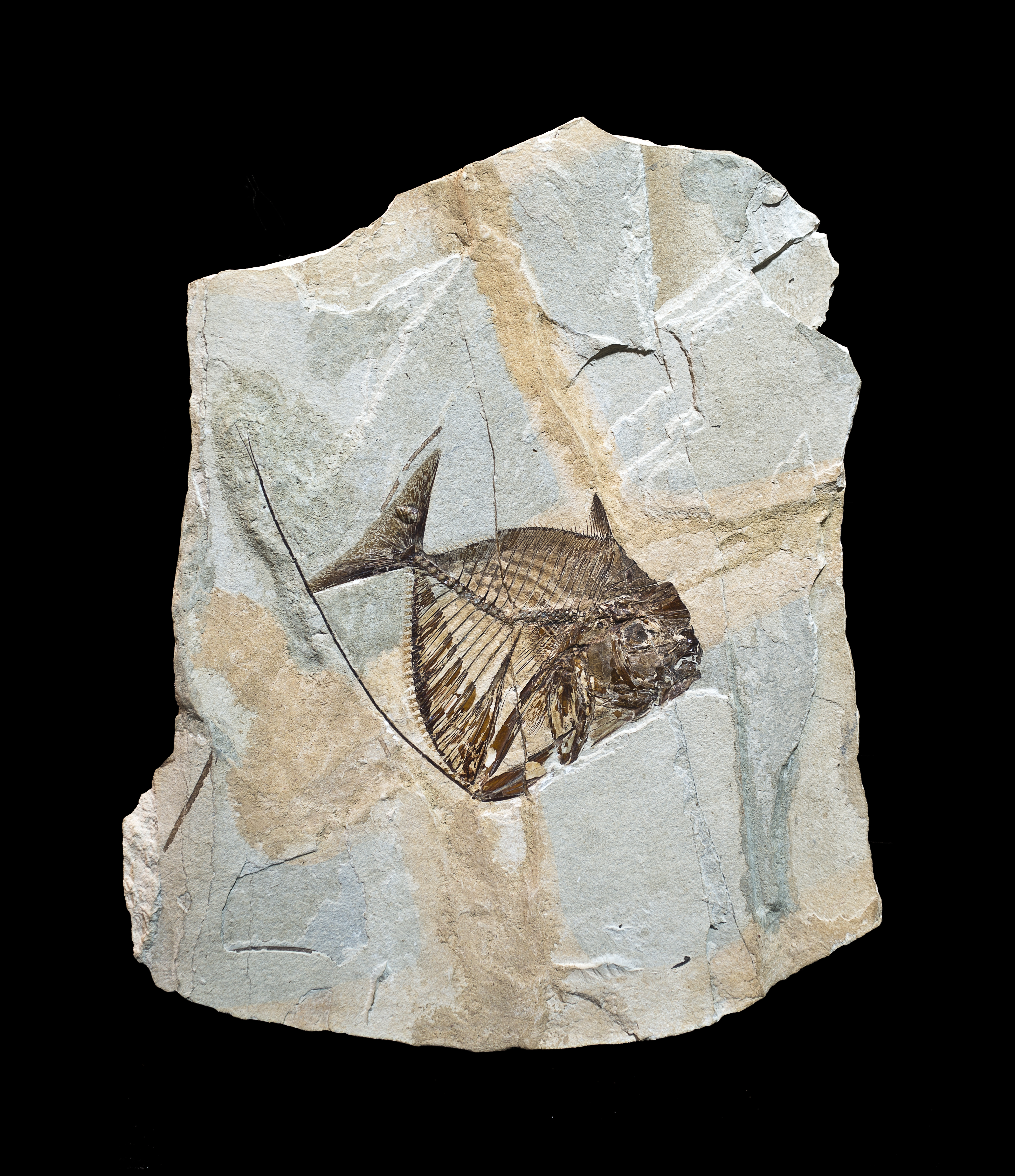
Mene rhombea du Monte Bolca.
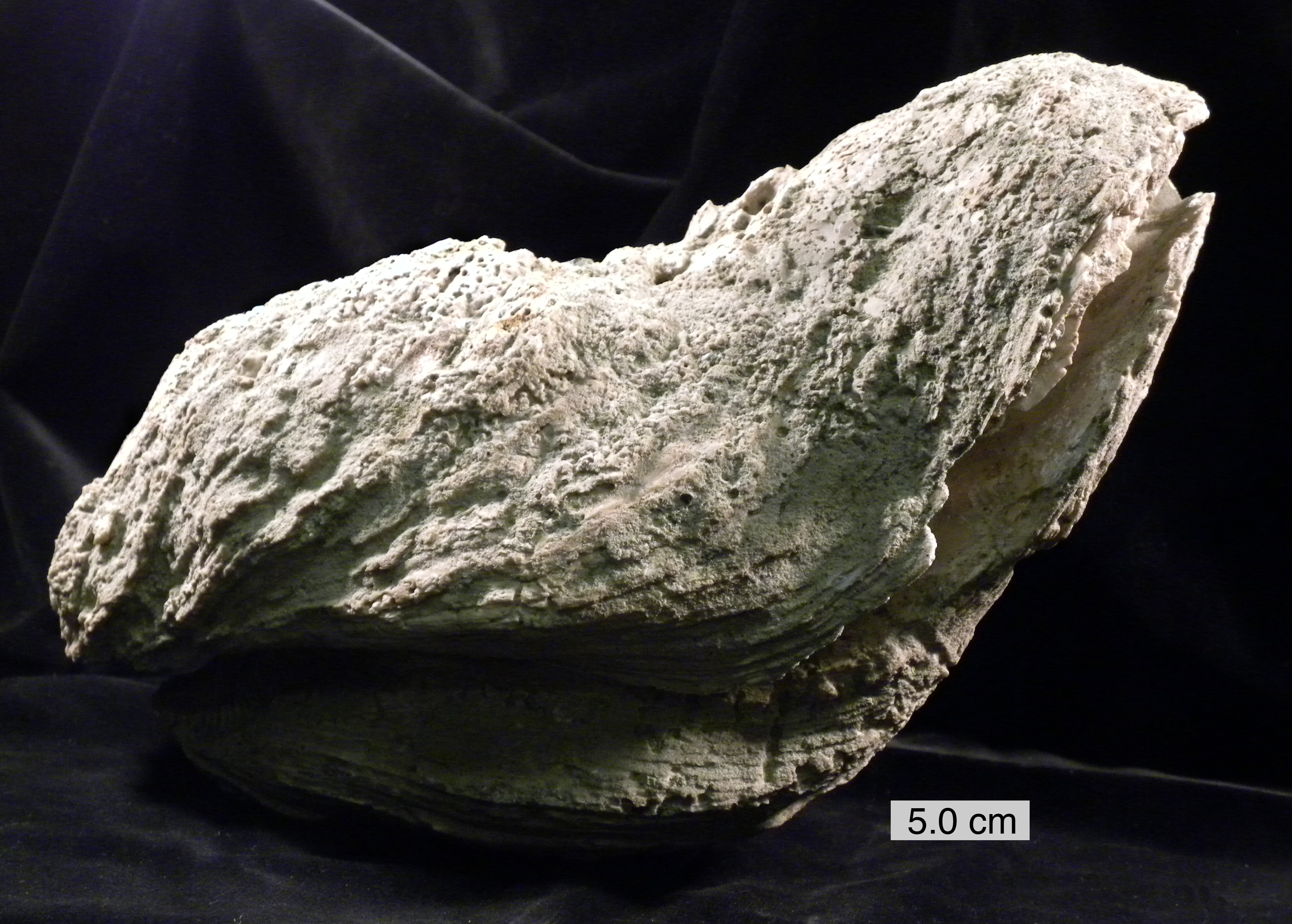
Crassostrea gigantissima.
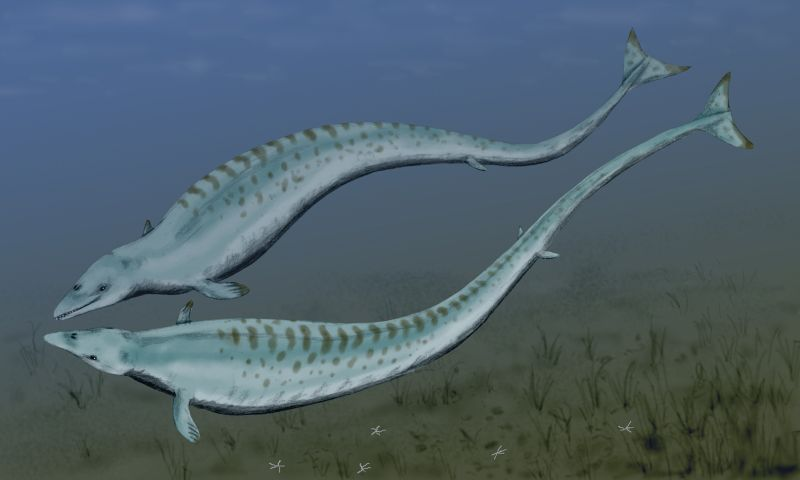
Basilosaurus.